# Zygonyx ranavalonae
Zygonyx ranavalonae är en trollsländeart som beskrevs av Fraser 1949. Zygonyx ranavalonae ingår i släktet Zygonyx och familjen segeltrollsländor. IUCN kategoriserar arten globalt som otillräckligt studerad. Inga underarter finns listade i Catalogue of Life.